# رود ایژما
 رود ایژما رودی است به رود پیچورا می‌ریزد. این رود از کشور روسیه می‌گذرد.